# اوریندا (کالیفرنیا)
اوریندا (به انگلیسی: Orinda) شهری در شهرستان کنترا کوستا ایالت کالیفرنیا است که در سرشماری سال ۲۰۱۰ میلادی، ۱۷۶۴۳ نفر جمعیت داشته است.